# Имбоден, Джон
Джон Дэниел Имбоден (John Daniel Imboden) (16 февраля 1823 — 15 августа 1895) — американский юрист, учитель, легислатор законодательного собрания штата Вирджиния. Во время гражданской войны служил генералом кавалерии и бойцом партизанского отряда. После войны вернулся к юридической деятельности. Занимался также добычей угля и железа.

## Ранние годы
Сам Имбоден произносил свою фамилию /ɪmˈboʊdɛn/. Он родился около Стаутона, штат Виргиния, в долине Шанандоа. Он поступил в Вашингтон-Колледж (сейчас Университет Вашингтона и Ли), но не окончил его. Он преподавал в школе для слепо-глухо-немых, затем окончил юридическую школу и стал юристом в Стаутоне. Дважды избирался в нижнюю палату Виргинской Генеральной Ассамблеи. Так же служил в вирджинском ополчении, где работал над созданием стаутонской артиллерии.

## Гражданская война
Несмотря на отсутствие военного образования, Имбоден был назначен капитаном стаутонского артиллерийского полка в вирджинском ополчении 28 ноября 1859 года. Этим полком он командовал во время захвата Харперс-Ферри. Его первым сражением гражданской войны стало Первое сражение при Булл-Ран, где он командовал артиллерийской батареей и в результате получил глухоту левого уха. Пока бригада Эванса, Би и Бэртоу удерживали холм Мэтьюз, Имбоден установил свои орудия на выгодной позиции на холме Генри и вёл оттуда огонь по противнику. Когда пехотные бригады начали отступать, батарея Имбодена на какое-то время оказалась единственным подразделением, сдерживающим наступление федеральной армии. Генерал Би послал ему приказ на отход, но Имбоден не получил его. Растратив боеприпасы и оставшись без пехотного прикрытия, Имбоден отвёл батареи назад, туда, где развернул свою бригаду Томас Джексон. Джексон велел ему встать перед линиями его пехоты, а чуть позже, когда подошли дополнительные батареи, отправил батарею Имбодена в тыл, при этом велел самому Имбодену остаться на позиции и следить за действиями артиллеристов.
9 сентября 1862 он оставил артиллерию, вступил в ряды партизан-рейнджеров и стал полковником 62-го вирджинского кавалерийского полка (1st Partisan Rangers). Во время кампании в долине он сражался вместе с Томасом Джексоном при Кросс-Кейс и Порт-Репаблик. 28 января 1863 года он был повышен до бригадного генерала.
Вместе с генералом Уильямом Джонсом Имбоден организовал знаменитый «рейд Джонса-Имбодена», проведя отряд в 3400 человек по северо-западу Вирджинии с целью разрушения железных дорог и мостов. Во время рейда было захвачены тысячи лошадей и скота и разрушены нефтяные разработки в Долине Канава. Отряд прошел 640 километров за 37 дней. Во время Геттисбергской кампании бригада Имбодена была подчинена Стюарту и прикрывала левый фланг Северовирджинской армии, из-за чего 28 июня, когда армия повернула к Геттисбергу, он оказался далеко в тылу, как раз в тот момент, когда Ли остро нуждался в кавалерии. Имбоден не участвовал в рейде Стюарта, но зато совершил свой собственный рейд на территорию округа Бедфорд в Пеннсильвании.
Во время сражения при Геттисберге он охранял обозы с боеприпасами и снаряжением в Чамберсберге. Когда началось отступление армии, бригада Имбодена эскортировала обоз с тысячами раненых солдат. 6 июля 1863 года это обоз попал в ловушку из-за наводнения в Вильямспорте. Имбодену пришлось обороняться, задействовав одну артиллерийскую батарею и всех, кто мог держать в руках винтовку. Эта наспех организованная оборона сумела, однако, выдержать атаку федеральной кавалерии Бьюфорда и Килпатрика и спасти обоз. Генерал Ли лично высказал благодарность Имбодену за его действия.
Вернувшись в долину Шенандоа, Имбоден получил приказ генерала Ли отвлечь внимание противника, для чего провел рейд к Чарльстону, где 18 октября 1863 года произошло Сражение при Чарльстоне.
15 мая 1864 года отряд Имбодена и Джона Брекинриджа разбили федеральный отряд генерала Франца Зигеля сражении при Нью-Маркет. Затем Имбоден вернулся в Вирджинию и стал командовать бригадой в кавдивизии генерал-майора Роберта Рэнсома — она приняла участие в кампании в долине Шенандоа 1864 года. Здесь Имбоден заразился брюшным тифом и был вынужден оставить службу в кавалерии.
Со 2 января 1865 года и до конца войны Имбоден руководил лагерем Кэмп-Миллен в Джорджии, затем лагерем для военнопленных в Айкине (Южная Каролина), а также рядом иных лагерей в Джорджии, Алабаме и Миссисипи. Амнистию он получил 3 мая 1865 года.

## Послевоенная деятельность
После войны Имбоден поселился в Ричмонде и продолжил свою работу юриста. Он служил в Ричмонде, потом — в Абингдоне, окружном центре округа Вашингтон. В 1886 году он переселился в юго-западную Вирджинию, где решил заняться добычей угля и железа, для чего основал городок Дамаскус, который впоследствии стал центром деревообработки. Он умер в Дамаскусе в 1895 и похоронен на кладбище Голливуд (Ричмонд), в генеральском секторе.